# (35169) Araake
(35169) 1993 SP2 est un astéroïde de la ceinture principale découvert en 1993.

## Description
(35169) 1993 SP2 a été découvert le 19 septembre 1993 à l'observatoire de Kitami, situé à l'est d'Hokkaidō (Japon), par Kin Endate et Kazuro Watanabe.

### Caractéristiques orbitales
L'orbite de cet astéroïde est caractérisée par un demi-grand axe de 2,40 ua, un périhélie de 1,93 ua, une excentricité de 0,19 et une inclinaison de 3,13° par rapport à l'écliptique. Du fait de ces caractéristiques, à savoir un demi-grand axe compris entre 2 et 3,2 ua et un périhélie supérieur à 1,666 ua, il est classé, selon la JPL Small-Body Database, comme objet de la ceinture principale.

### Caractéristiques physiques
(35169) 1993 SP2 a une magnitude absolue (H) de 15,2 et un albédo estimé à 0,220.